# هیده‌یوکی هوری
هیده‌یوکی هوری (انگلیسی: Hideyuki Hori; ۲۳ مارس ۱۹۵۴ – ) صداپیشه، و بازیگر اهل ژاپن بود. وی از سال ۱۹۷۹ میلادی تاکنون مشغول فعالیت بوده‌است.